# FC Annecy
Câu lạc bộ bóng đá Annecy là một câu lạc bộ bóng đá nghiệp dư Pháp có trụ sở tại thị trấn Annecy ở Haute-Savoie. Đội bóng chơi các trận đấu trên sân nhà của mình tại Sân vận động Công viên Thể thao, nơi câu lạc bộ và đội tiền nhiệm của đội lấy làm trụ sở từ năm 1964.
Câu lạc bộ bóng đá Annecy được thành lập dưới tên hiện tại vào năm 1993 như là sự tái sinh của Câu lạc bộ bóng đá không còn tồn tại. FC Annecy, được thành lập vào năm 1927, đã dành phần lớn lịch sử của họ chơi trong các giải bóng đá nghiệp dư hạng khu vực. Câu lạc bộ chuyển sang chuyên nghiệp vào năm 1942, nhưng bị buộc phải trở lại nghiệp dư một năm sau đó. Khi một giải đấu nghiệp dư quốc gia được thành lập cho mùa giải 1948-49, Annecy trở thành thành viên sáng lập. Sau mười một mùa giải, Annecy trở thành nhà vô địch nghiệp dư của Pháp vào cuối mùa giải 1959, và sau một thời gian ngắn tăng lên vào đầu những năm 1970 đã trở lại với sự mơ hồ đặc trưng của những ngày đầu.
Thập niên 1980 chứng kiến sự trỗi dậy mạnh mẽ trở lại một lần nữa, khi FC Annecy giành được ba lần thăng hạng trong chín năm để chiến thắng giải hạng hai của Pháp vài nya2 guảu 1988-89. Câu lạc bộ đã trở nên chuyên nghiệp một lần nữa sau mùa giải đầu tiên trong giải đấu, và đạt đến đỉnh cao vào năm 1990-91 khi đội bóng hoạt động tốt ở cả Coupe de France và giải đấu. Sau khi xuống hạng năm 1992-93, câu lạc bộ bỏ cuộc vào tháng 10 năm 1993. Do đó, Câu lạc bộ bóng đá Annecy được thành lập thay thế, chiếm vị trí trong giải đấu hạng năm dưới vị trí của giải hạng ba mà câu lạc bộ cũ đã để lại. Mặc dù đội mới đã giành được thăng hạng hai lần trong vòng năm năm, nhưng Annecy sau đó đã trải qua chín năm ở giải hạng sáu trước khi gặp lại sự xuống hạng một lần nữa vào năm 2007.

## Lịch sử
Football Club d'Annecy được thành lập vào tháng 5 năm 1927. Chủ tịch đầu tiên của câu lạc bộ là Louis Monnet, người đã giữ cương vị cho đến năm 1933 khi ông được thay thế bởi Jean Chatenoud. Câu lạc bộ đã chuyển sang chuyên nghiệp vào năm 1942 sau khi chiến thắng Lyonnais Division Honneur, nhưng bị buộc phải trở lại trạng thái cũ là nghiệp dư một năm sau đó khi các câu lạc bộ bóng đá chuyên nghiệp bị đặt ngoài vòng pháp luật. Với tư cách là đội nghiệp dư, Annecy đã giành được giải đấu hai lần nữa vào năm 1946-47 và 1947-48, trước khi gia nhập giải nghiệp dư Championnat de France trong đội hình của mình cho mùa giải 1948-49. Chiến thắng Coupe de Lyonnais vào năm 1953-54 bằng cách đứng đầu khu vực phía đông nam của Championnat một năm sau đó. Đội đã lấy lại được Coupe de Lyonnais vào năm 1958-59 và kết thúc mùa giải 1959-60 với tư cách là nhà vô địch nghiệp dư của Pháp. Chatenoud cuối cùng đã từ chức năm 1970, sau 37 năm làm chủ tịch. Championnat đã bị giải thể sau mùa giải 1970-71 và Annecy sau đó được đưa vào Giải hạng 3 Sud-Est.
Trong mùa giải đầu tiên của họ ở giải đấu mới, Annecy gần như được thăng hạng, nhưng đã thua một trận play-off trước FC Martigues. Đội đã thi đấu trong giải đấu cho đến năm 1973-74, khi Annword bị xuống hạng trở lại Division Lyonnais Honneur. Đội đã hồi sinh trong những năm đầu thập niên 1980, thăng hạng lên giải hạng tư vào mùa giải 1980-81 trước khi giành chức vô địch năm 1983. Một lần thăng hạng khác vào năm 1987-88 đã chứng kiến câu lạc bộ ở giải hạng hai cho 1988-89, và thúc đẩy sự thay đổi trở lại chuyên nghiệp. Mùa giải hay nhất của Annecy là vào năm 1990- 91, khi đội kết thúc thứ chín trong giải đấu và lọt vào vòng 16 của Coupe de France. Tuy nhiên, khi xuống hạng năm 1992-93, Annecy đã giảm nhanh như khi họ nổi lên - câu lạc bộ đã bỏ cuộc vào ngày 16 tháng 10 năm 1993, và do đó đã từ bỏ vị thế chuyên nghiệp cùng với vị trí của nó ở giải hạng ba.
Câu lạc bộ bóng đá Annecy được thành lập cùng ngày với sự sụp đổ của FC Annecy, tham dự giải đấu hạng năm dưới mức của đội bóng cũ trong Rhône-Alpes Promotion Honneur Régional. Câu lạc bộ mới đã được thăng hạng trong mùa thứ hai, và lặp lại kỳ tích này hai năm sau đó. Sau chín năm ở cấp độ thứ sáu, Rhône-Alpes Honneur Ligue, Annecy đã xuống hạng một lần nữa vào năm 2007. Vào năm 2013, câu lạc bộ đã lấy lại được cái tên lịch sử FC Annecy và năm 2015 đã giành được giải Rhône-Alpes Division Honneur, để có quyền tham gia vào CFA 2. Năm 2016, câu lạc bộ một lần nữa được thăng hạng lên Championnat de France Amateur.

## Danh dự
Câu lạc bộ đã giành được nhiều danh hiệu, tất cả đều là danh hiệu nghiệp dư. Danh hiệu đáng chú ý nhất mà Annecy giành được trong cả hai chiêu bài là chức vô địch nghiệp dư Pháp giành được bởi câu lạc bộ vào năm 1959.

### như Câu lạc bộ bóng đá
| Tôn vinh                                     | Tôn vinh    | Năm                                |
| -------------------------------------------- | ----------- | ---------------------------------- |
| Championnat de France nghiệp dư              | vô địch     | 1959–60                            |
| Championnat de France nghiệp dư (Đông Nam)   | vô địch     | 1954–55                            |
| Troisième Division                           | á quân      | 1987–88 (South-East)               |
| Quatrième Division                           | vô địch     | 1983–84 (Group F)                  |
| Hệ thống giải bóng đá Pháp [A]               | vô địch     | 1941–42, 1946–47, 1947–48, 1979–80 |
| Division Rhône-Alpes d'Honneur Régionale [A] | vô địch     | 2012–13                            |
| Hệ thống giải bóng đá Pháp [A]               | vô địch     | 2014–15                            |
| Coupe de Lyonnais / Coupe de Rhône-Alpes [A] | chiến thắng | 1953–54, 1958–59, 1979–80          |

### Câu lạc bộ bóng đá Annecy
| Tôn vinh                                   | Tôn vinh | Năm     |
| ------------------------------------------ | -------- | ------- |
| Rhône-Alpes Honneur Régional Ligue [A]     | vô địch  | 1996–97 |
| Rhône-Alpes Promotion Honneur Régional [A] | vô địch  | 1994–95 |

## Đội hình hiện tại
Tính đến 3 tháng 1 năm 2024.
Ghi chú: Quốc kỳ chỉ đội tuyển quốc gia được xác định rõ trong điều lệ tư cách FIFA. Các cầu thủ có thể giữ hơn một quốc tịch ngoài FIFA.
| Số | VT | Quốc gia    | Cầu thủ                             |
| -- | -- | ----------- | ----------------------------------- |
| 1  | TM | Pháp        | Florian Escales                     |
| 2  | HV | Pháp        | Hamjatou Soukouna                   |
| 3  | HV | Cameroon    | Moïse Mahop                         |
| 4  | HV | Bờ Biển Ngà | Junior Diaz (cho mượn từ Nantes)    |
| 5  | TV | Algérie     | Ahmed Kashi                         |
| 6  | HV | Pháp        | François Lajugie                    |
| 8  | HV | Pháp        | Jonathan Gonçalves                  |
| 9  | TĐ | Pháp        | Romain Spano                        |
| 10 | TĐ | Madagascar  | Warren Caddy (cho mượn từ Paris FC) |
| 11 | TĐ | Bénin       | Goteh Ntignee (cho mượn từ Cavalry) |
| 12 | TĐ | Pháp        | Kévin Testud                        |
| 13 | HV | Pháp        | Gaby Jean                           |
| 14 | HV | Pháp        | Kévin Mouanga                       |
| 15 | TĐ | Pháp        | Brian Beyer                         |

| Số | VT | Quốc gia    | Cầu thủ                                 |
| -- | -- | ----------- | --------------------------------------- |
| 16 | TM | Pháp        | Thomas Callens                          |
| 17 | TV | Pháp        | Vincent Pajot                           |
| 18 | TV | Maroc       | Nordine Kandil (cho mượn từ Strasbourg) |
| 19 | TĐ | Pháp        | Samuel Ntamack                          |
| 20 | TV | Pháp        | Yacouba Barry                           |
| 21 | TV | Pháp        | Martin Adeline (cho mượn từ Reims)      |
| 22 | TĐ | Pháp        | Clément Billemaz                        |
| 23 | TĐ | Pháp        | Alexy Bosetti                           |
| 24 | TĐ | Bờ Biển Ngà | Jonathan Kodjia                         |
| 27 | TĐ | Pháp        | Steve Shamal                            |
| 28 | TĐ | Pháp        | Antoine Larose                          |
| 29 | TĐ | Pháp        | Zakaria Bengueddoudj                    |
| 30 | TM | Pháp        | Tidiane Malbec                          |
| 41 | HV | Pháp        | Thibaut Delphis                         |

### Cho mượn
Ghi chú: Quốc kỳ chỉ đội tuyển quốc gia được xác định rõ trong điều lệ tư cách FIFA. Các cầu thủ có thể giữ hơn một quốc tịch ngoài FIFA.
| Số | VT | Quốc gia   | Cầu thủ                                                   |
| -- | -- | ---------- | --------------------------------------------------------- |
| —  | TĐ | Martinique | Kévin Farade (tại Nancy cho đến ngày 30 tháng 6 năm 2024) |